# Nový Jimramov
Nový Jimramov település Csehországban, a Žďár nad Sázavou-i járásban. Nový Jimramov Věcov, Jimramov, Javorek, Líšná és Borovnice településekkel határos. Lakosainak száma 60 fő (2024. január 1.).

## Népesség
A település lakosságának változását az alábbi diagram mutatja:
| Lakosok száma | 434  | 381  | 326  | 180  | 96   | 65   | 60   | 64   | 61   | 60   |
|               | 1869 | 1900 | 1921 | 1961 | 1980 | 2011 | 2016 | 2019 | 2021 | 2024 |